# Woofer

Doorsnede van een standaard woofer

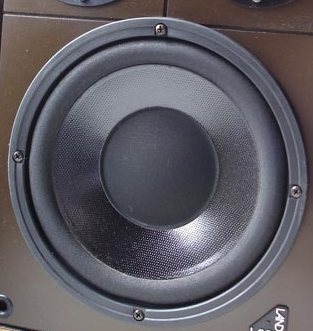
Voorbeeld van een woofer

Een woofer is een luidspreker die speciaal geschikt is voor de weergave van geluid met lage frequentie, de lage tonen.
Afhankelijk van de diameter van de luidspreker en tal van variabele waarden is een woofer in staat de lage tonen weer te geven. Een grote diameter zal resulteren in een groot bewegend oppervlak. De geluidsdruk, met bijvoorbeeld 1 watt of 2,83 volt zal relatief groot zijn. Maar tegelijk zal de massa ook wat groter zijn dan die van een kleinere woofer. Hierdoor kan deze luidspreker doorgaans lagere tonen weergeven, mits de kastconstructie klopt. 
Woofers zijn er in de standaardmaten: ca. 45, 38, 30, 25, 20 en 17 cm. Worden ze nog kleiner dan zijn het meestal laag-midden-toners. Woofers hebben net als tweeters te maken met bundeling als gevolg van het feit dat afgestraalde tonen op een gegeven moment een kleinere golflengte hebben dan de diameter van de luidspreker. Hierdoor zijn kleinere luidsprekers vaak beter te gebruiken voor de weergave van middentonen tot ca. 3000 hertz. Om deze reden zijn luidsprekers van 17 cm en 13 cm doorgaans niet alleen woofer maar ook middentoner. 
De woofer verplaatst lucht en werkt het efficiëntst als er geen akoestische kortsluiting ontstaat. Om die reden is de behuizing (de luidsprekerbox of de kastconstructie) bepalend voor de prestatie.

## Diverse toegepaste materialen
Het meest gebruikte conusmateriaal is geperst papier in de traditionele conusvorm. Papier heeft goede akoestische eigenschappen. Het is een resonantie-arm, relatief licht en stijf materiaal. Deze papieren conussen worden al decennialang gebruikt. Er verschenen in de jaren 60 - 70 nieuwe materialen zoals bextreen (Kef) en polypropyleen (Vifa - Seas). Daarnaast werd er steeds meer gebruikgemaakt van lichtmetalen conussen zoals aluminium en titanium. 
Aluminium en titanium zijn bijzonder stijve materialen die niet makkelijk opbreken, dat wil zeggen dat de conus als één geheel op en neer blijft bewegen en niet in afzonderlijke delen gaat opbreken waardoor de te vormen bastoon vervormd wordt. Ieder materiaal heeft zijn voor- en nadelen. De metalen conussen hebben als voordeel dat ze heel strak en precies klinken maar vaak hebben ze sterke resonanties bij de wat hogere frequenties en moeten daardoor eerder gefilterd worden. Polypropyleen heeft sterk dempende eigenschappen waardoor resonanties meer onderdrukt worden en dat betekent dat deze conussen ook het middengebied goed kunnen weergeven, daarvoor moet wat aan strakheid ingeleverd worden.
Papier wordt al heel lang als conusmateriaal gebruikt. Het heeft een vrij goede demping van conusresonanties, waardoor het uitstekend in staat is om ook het middengebied weer te geven. De laatste decennia worden steeds vaker de uiterst sterke kunststof vezels toegepast zoals geweven kevlar en koolvezel. Deze materialen combineren goede stijfheid met relatief weinig uitgesproken resonanties, echter daarvoor worden ze vaak gecoat met een dempingslaag.
Welke woofer geschikt is, hangt sterk af van de toepassing. Een tweewegsysteem heeft een woofer nodig met een ver doorlopend frequentiebereik (bijv. 40 tot 2500 Hz), omdat die ook het middengebied voor zijn rekening moet nemen. Een subwoofer hoeft slechts een heel beperkt bereik te hebben (20 tot 100 Hz).   
Veel toegepaste materialen zijn: papier, kunststof, piepschuim, aluminium, titanium, glasvezel, kevlar, koolstof vezel.